# Pillen-Brennnessel
Die Pillen-Brennnessel (Urtica pilulifera), Pillennessel oder Römische Nessel (lateinisch früher Urtica romana genannt) ist eine Pflanzenart in der Familie der Brennnesselgewächse (Urticaceae).

## Merkmale
Die Pillen-Brennnessel ist eine ein- oder zweijährige krautige Pflanze, die Wuchshöhen zwischen 30 und 100 Zentimeter erreichen kann. Sie besitzt Brennhaare. Die gegenständigen Laubblätter sind zugespitzt-eiförmig und etwas länger als der Blattstiel, ihr Rand ist eingeschnitten gesägt. Es sind vier Nebenblätter pro Knoten (Nodium) vorhanden.
Die Blütenstände sind eingeschlechtig. Männliche Blütenstände sind rispig und verzweigt, weibliche zu kugeligen, langgestielten Köpfchen angeordnet. Bei den weiblichen Blüten ist die Hülle vierteilig und aufgeblasen; es sind zwei kurze äußere und zwei lange innere Abschnitte vorhanden, die dicht von Borstenhaaren bedeckt sind.
Die Blütezeit reicht von April bis Oktober.
Die Chromosomenzahl beträgt 2n = 24 der 26.

## Vorkommen
Die Art kommt im Mittelmeerraum und in Südwest-Asien vor. Sie wächst in feuchten, stickstoffreichen Unkrautfluren sowie an Wegrändern. In Südeuropa ist sie eine Charakterart des Verbands Chenopodion muralis.
In Mitteleuropa wurde die Pillen-Brennnessel früher wegen der schleimigen Samen kultiviert und verwilderte an manchen Stellen.

## Verwendung
Die öligen Früchte, die in früheren Jahrhunderten in den meisten Apotheken erhältlich waren, sind als Stärkungs- und Kräftigungsmittel eingesetzt worden.

## Belege
1. ↑  Otto Zekert (Hrsg.): Dispensatorium pro pharmacopoeis Viennensibus in Austria 1570. Hrsg. vom österreichischen Apothekerverein und der Gesellschaft für Geschichte der Pharmazie. Deutscher Apotheker-Verlag Hans Hösel, Berlin 1938, S. 159.
2. 1 2 3 4 5  Peter Schönfelder, Ingrid Schönfelder: Was blüht am Mittelmeer?. Franckh, Stuttgart 1987, ISBN 3-440-05790-9.
3. 1 2  Erich Oberdorfer: Pflanzensoziologische Exkursionsflora für Deutschland und angrenzende Gebiete. 8. Auflage. Verlag Eugen Ulmer, Stuttgart 2001, ISBN 3-8001-3131-5. Seite 322.
4. ↑  Heidelore Kluge: Brennessel: Heilpflanze und mehr. Haug, Heidelberg 1999, ISBN 3-7760-1751-1.